# Астафьев, Юлий Павлович
Астафьев Юлий Павлович (29 мая 1930, Бийск, Сибирский край — 21 декабря 1995, Кривой Рог, Днепропетровская область) — советский и украинский учёный в области горного дела, горный инженер. Доктор технических наук (1972), профессор (1973). Ректор Криворожского горнорудного института (1973—1985).

## Биография
Родился 29 мая 1930 года в городе Бийск (ныне в Алтайском крае, Российская Федерация).
Член ВКП(б) с 1943 года. В 1953 году окончил Московский институт цветных металлов и золота имени М. И. Калинина.
В 1953—1956 годах — начальник смены Тихвинского бокситового рудника (Бокситогорск). В 1956—1960 годах — аспирант.
В 1960—1995 годах — в Криворожском горнорудном институте: в 1960—1973 годах — доцент кафедры разработки месторождений полезных ископаемых; в 1973—1985 годах — ректор Криворожского горнорудного института; в 1973—1995 годах — заведующий кафедрой планирования, организации и экономики горной промышленности. Член Криворожского горкома КПУ, депутат Криворожского городского совета.
Умер 21 декабря 1995 года в Кривом Роге.

## Научная деятельность
Специалист в области открытой разработки и эксплуатации рудных месторождений, автоматизации проектирования и планирования горных работ в рудных карьерах и автоматизированных систем управления горными процессами. Автор 252 научных трудов. Подготовил 20 кандидатов наук.

### Научные труды
- Добыча руды открытым способом за рубежом. — М., 1983;
- Зарубежный опыт проектирования и эксплуатации электрифицированного автотранспорта в рудных карьерах. — М., 1984 (соавт.);
- Планирование и организация погрузочно-транспортных работ на карьерах. — М., 1986 (соавт.);
- Компьютеры и системы управления в горном деле за рубежом. — М., 1989 (соавт.).

## Награды
- орден Трудового Красного Знамени (1976);
- Медаль «В ознаменование 100-летия со дня рождения Владимира Ильича Ленина»;
- Заслуженный деятель науки и техники УССР (31 июля 1991).